# Schwerin-Denkmal (Berlin)

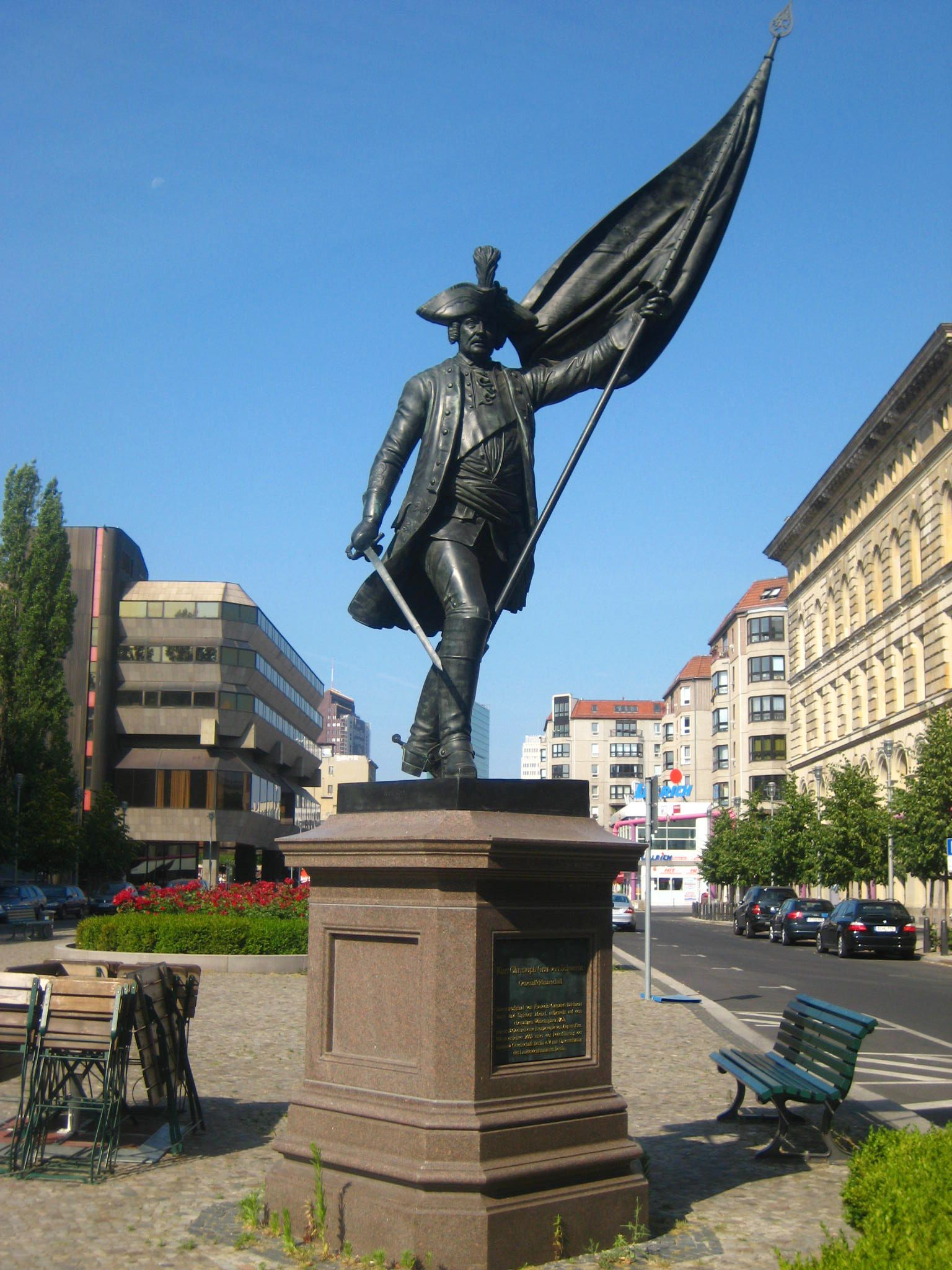
Schwerin-Denkmal auf dem Zietenplatz

Das Schwerin-Denkmal auf dem Zietenplatz im Berliner Ortsteil Mitte erinnert an den preußischen Feldmarschall Kurt Christoph von Schwerin (1684–1757). Es gehört zu einem Ensemble von Denkmälern, die Friedrich der Große für die Generäle der Schlesischen Kriege ab 1769 auf dem Wilhelmplatz errichten ließ, und zu den Meisterwerken der Berliner Bildhauerschule.

## Geschichte und Beschreibung
Friedrich der Große ließ ab 1769 ein Ensemble von schließlich insgesamt sechs Denkmälern für die Generäle der Schlesischen Kriege auf dem Wilhelmplatz errichten, wozu auch ein Standbild für den preußischen Feldmarschall Kurt Christoph von Schwerin an der Nordwestecke gehörte. Die erste Fassung in Marmor wurde 1769 von François Gaspard Adam und Sigisbert François Michel im Stil des Rokoko geschaffen. Sie zeigt Feldmarschall von Schwerin in römischer Uniform schreitend, mit einem Marschallstab in der rechten und einer Fahne in der linken Hand. Die Marmorfassung steht seit 1904 in der Kleinen Kuppelhalle des heutigen Bode-Museums.
Die zweite Fassung in Bronze wurde 1862 von August Kiß im Stil des Realismus geschaffen, als die Stadtverwaltung die Marmorskulpturen durch Bronzeplastiken ersetzen ließ. Sie zeigt Feldmarschall von Schwerin in friderizianischer Uniform vorwärts schreitend, mit einem Säbel in der rechten und einer Fahne in der linken Hand. Nachdem die Bronzefassung bei der Umgestaltung des Wilhelmplatzes 1936 an die Ostseite versetzt, im Zweiten Weltkrieg eingelagert und zur 750-Jahr-Feier der Stadt 1987 im heutigen Lustgarten ausgestellt worden war, steht sie auf Initiative der Schadow-Gesellschaft seit 2009 auf dem Zietenplatz. Beide Fassungen des Schwerin-Denkmals zählen zu den Meisterwerken der Berliner Bildhauerschule.

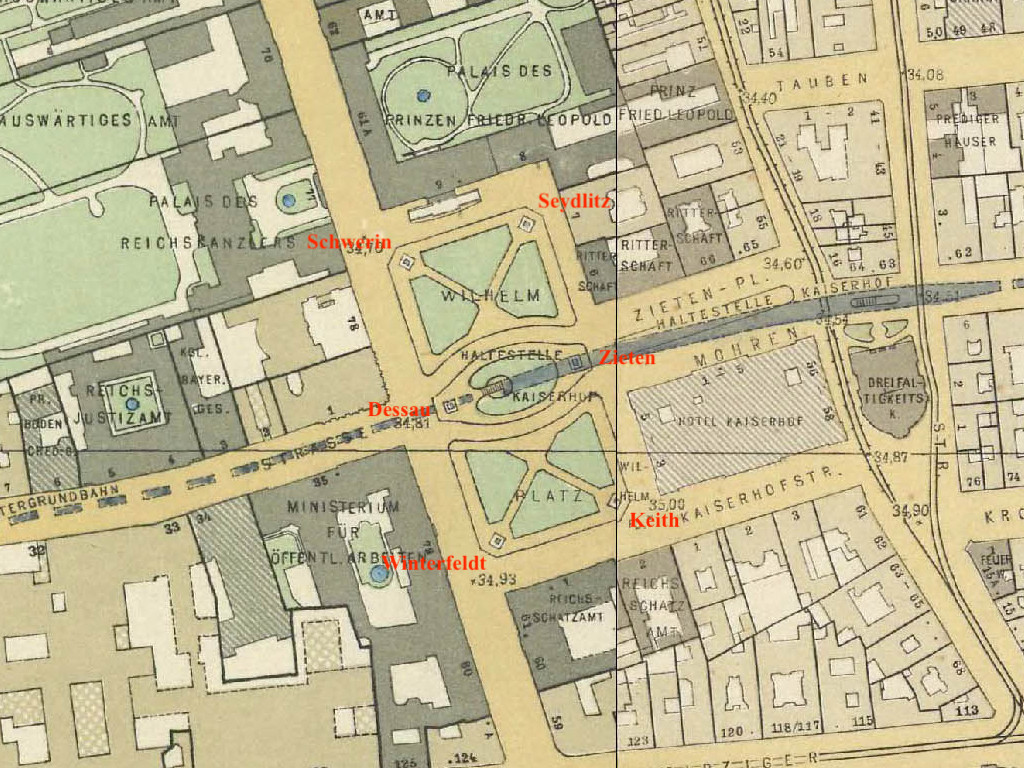
Ursprünglicher Standort, 1910
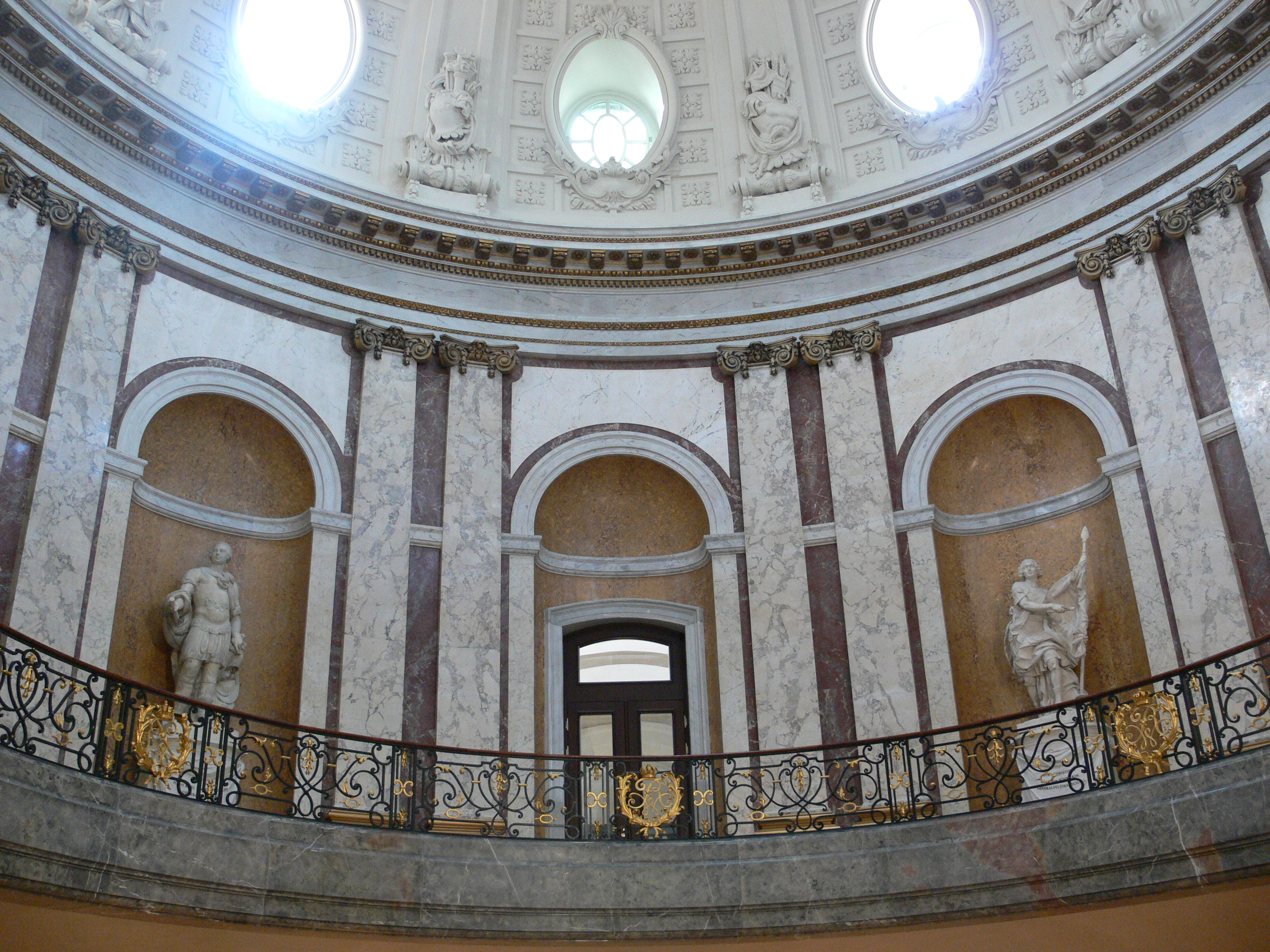
Marmorfassung (rechts) im Bode-Museum
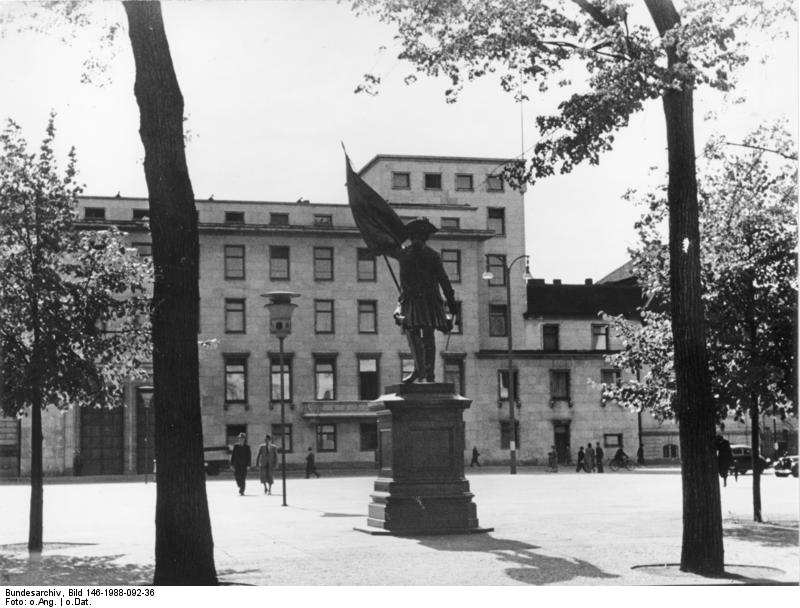
Bronzefassung auf dem Wilhelmplatz, nach 1936